# Escola Superior de Dança
A Escola Superior de Dança (ESD) é uma instituição de Ensino Superior público, em Portugal, destinada ao ensino da Dança. 
Criada em 1983, no âmbito de uma reforma do ensino artístico ministrado no Conservatório Nacional, a ESD surgiu da necessidade de preparação superior para o exercício de actividades profissionais altamente qualificadas nos domínios da dança. Mais tarde, a ESD integra o Instituto Politécnico de Lisboa, mantendo as suas funções e interesse no desenvolvimento das actividades e profissões artísticas ligadas à dança.
O Centro de Documentação e Informação da Escola Superior de Dança, um dos serviços da ESD, disponibiliza informação especializada na área da dança. Tem como objectivo responder às necessidades de informação dos seus utilizadores através dos seus produtos e serviços.

## História
A Escola Superior de Dança foi fundada em 1983, como parte de uma reforma no ensino artístico nacional, que levou igualmente à formação das Escolas Superiores de Música e de Teatro e Cinema, também integradas no ensino superior politécnico. A criação da escola pode ser considerada como uma continuação do modelo de ensino profissional artístico em Portugal, cujas origens encontram-se na formação do Conservatório Geral de Artes Dramáticas, em 1836, no qual a dança surgia associada à música e ao teatro. tendo um dos seus principais impulsionadores sido o coreólogo Gil Mendo, que foi vogal da comissão instaladora entre 1983 e 1989, e exerceu ali como professor-coordenador entre 1986 e 2014.
Entre 1995 e Março de 2008, a instituição esteve sedeada no Palácio Marquês de Pombal, no Bairro Alto, tendo sido mudada pelo governo para as instalações do Instituto Superior de Engenharia de Lisboa, devido à falta de condições de higiene e segurança. Com efeito, já há algum tempo que os professores e alunos reclamavam contra os graves problemas no edifício, incluindo a infiltração das águas da chuva, e a presença constante de animais parasitas, como ratos e baratas. Após a relocalização, começou a ser organizada a venda do antigo edifício, no sentido de financiar a construção de uma nova sede, que iria ser instalada no Campus do Politécnico de Lisboa, na freguesia de Benfica. Em Janeiro de 2021, a Associação de Estudantes da Escola Superior de Dança organizou um protesto para exigir a construção da nova sede, alegando a falta de condições nas instalações provisórias, uma vez que se verificava «uma grande falta de espaços físicos para a realização da vida da ESD: os já poucos estúdios para a actividade prática estão condicionados a temperaturas extremamente insuportáveis, a humidade e dimensões insuficientes».
Entre 2020 e 2021 gerou-se uma situação polémica em redor da equipa gerente da Escola Superior de Dança, tendo Samuel Rego sido eleito em 15 de Julho de 2020 para o posto de director, mas este processo foi contestado pela antiga directora, Vanda Nascimento, que colocou naquela posição o professor mais antigo da escola, Edgard Forte Rodrigues. Devido à situação irregular e aos problemas em que então se encontrava a escola, em 2 de Março de 2021 Samuel Rego apelou a Maríya Gabriel, a Comissária europeia com o pelouro da Cultura e Educação, no sentido de intervir junto do governo português. Entrevistado pelo Diário de Notícias, criticou as condições em que estava a operar a instituição de ensino, alegando que «A escola e a comunidade académica está a ser desvalorizada porque não está a ser tida nem achada nas decisões que se referem à vida de todos. Tenho alunos a pedirem-me que não desista, a dizerem-me que querem a minha assinatura no seu diploma porque isso corresponde à aplicação da legalidade democrática. Por outro lado, as próprias condições físicas da instituição estão a deteriorar-se a olhos vistos, com alunos e professores a trabalhar em contentores e em espaços ridiculamente exíguos. Há compromissos internacionais, como a abertura de um novo mestrado em criação coreográfica, que não estão a ser cumpridos, o que não é admissível numa instituição de Ensino Superior do Estado».
Em Dezembro de 2022, o Instituto Politécnico de Lisboa iniciou o processo de financiamento para a obra, na sequência da publicação do anúncio para a venda do imóvel. Porém, durante a sessão pública da venda, em 24 de Fevereiro de 2023, não surgiram quaisquer interessados, sendo então o valor mínimo de dez milhões de euros, tendo o Instituto Politécnico de Lisboa recusado-se a baixar o preço. Dois dias antes, o Ministério da Ciência, Tecnologia e Ensino Superior afirmou que a venda não estava fechada, uma vez que ainda estavam a ser feitas as negociações entre o Instituto Politécnico de Lisboa e o Instituto da Habitação e Reabilitação Urbana, e que estava a ser planeada a opção do Palácio passar a fazer parte da bolsa de imóveis do Estado, no sentido de o converter numa unidade habitação pública para arrendamento a custos acessíveis.
Ao longo da sua existência, a Escola Superior de Dança tem marcado presença em importantes eventos e iniciativas culturais, como o Festival Metadança, em Leiria, o Laboratório de Dança da Estufa, em Torres Vedras, e o acordo de colaboração com o município de Viseu e a Escola de Dança Lugar presente, em 2022. Destaca-se também a sua colaboração na peça de teatro Bisonte: ReStage do coreógrafo Marco da Silva Ferreira em 2022.
Além de Gil Mendo, a equipa docente da instituição também contou com outras grandes figuras da dança, como Vasco Wellenkamp Também alguns alunos alcançaram notoriedade a nível nacional, como o bailarino e professor Pedro Ramos.